# 毛果茜草
毛果茜草（学名：Rubia trichocarpa）为茜草科茜草属下的一个种。

## 扩展阅读
- 維基物種上的相關：毛果茜草